# Sarah Gadon
Sarah Lynn Gadon (født 4 april 1987 i Toronto) er en canadisk skuespiller.

## Filmografi

### Film
| År   | Titel                                 | Rolle                 | Note            |
| ---- | ------------------------------------- | --------------------- | --------------- |
| 2003 | Fast Food High                        | Zoe                   |                 |
| 2004 | Siblings                              | Margaret              |                 |
| 2007 | Charlie Bartlett                      | Priscilla             |                 |
| 2007 | Burgeon and Fade                      | Haley                 | Short           |
| 2008 | Orange Avenue                         | Julia MacMillan       | Short           |
| 2008 | Spolitation                           | Gabriella             | Short           |
| 2008 | The Cutting Edge 3: Chasing the Dream | Celeste Mercier       |                 |
| 2009 | Manson, My Name Is Evil               | Laura                 |                 |
| 2011 | A Dangerous Method                    | Emma Jung             |                 |
| 2011 | The Moth Diaries                      | Lucy Blake            |                 |
| 2011 | Dream House                           | Cindi                 |                 |
| 2012 | Bear Hug                              | Madison               | Short           |
| 2012 | Antiviral                             | Hannah Geist          |                 |
| 2012 | Cosmopolis                            | Elise Shifrin         |                 |
| 2012 | Yellow Fish                           | Cait                  | Short film      |
| 2013 | Enemy                                 | Helen St. Claire      |                 |
| 2013 | Belle                                 | Lady Elizabeth Murray |                 |
| 2014 | The Nut Job                           | Lana                  | Voice           |
| 2014 | The Amazing Spider-Man 2              | Kari                  |                 |
| 2014 | Maps to the Stars                     | Clarice Taggart       |                 |
| 2014 | Dracula Untold                        | Mirena                | Post-production |
| 2015 | The Girl King                         | Ebba Sparre           | Filming         |